# Groenland durant la Seconde Guerre mondiale

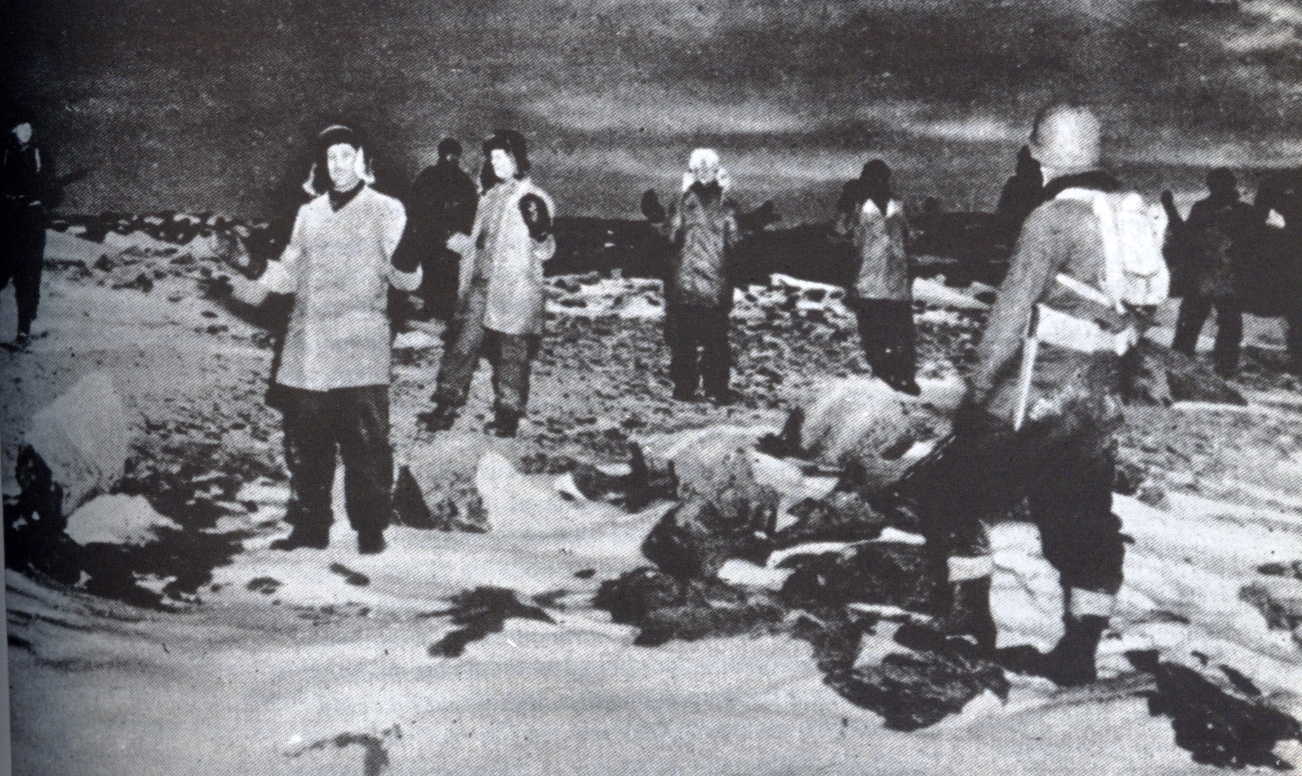
Membres de la station météo allemande Edelweiss II se rendant aux Américains, 4 octobre 1944.

Durant la Seconde Guerre mondiale, le Groenland, colonie danoise, est livré à lui-même. Après l'invasion du Danemark le 9 avril 1940, le Royaume-Uni et le Canada mirent au point des plans afin de l'occuper, mais les États-Unis, encore neutres, exprimèrent leur désaccord. Les gouverneurs groenlandais, Eske Brun et Aksel Svane, déclarent le Groenland territoire autonome, selon la loi en vigueur de 1925 qui le permet, estimant qu'il s'agissait de la meilleure chose à faire afin de protéger les intérêts de la colonie, considérant la doctrine Monroe et l'occupation du Danemark par les Allemands.

## Historique

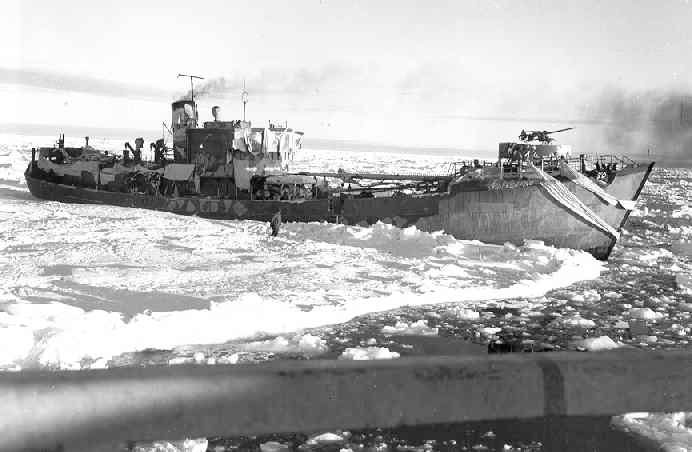
L’Externsteine, peu de temps après avoir été capturé par le USCGC Eastwind.

Le 9 avril 1941, l'ambassadeur danois Henrik Kauffmann aux États-Unis signe un accord avec le gouvernement américain, contre les instructions de son propre gouvernement en exil, permettant la présence de troupes américaines sur le sol groenlandais, devenant un protectorat de facto des États-Unis. L'île disposait par ailleurs d'une mine de cryolite à Ivittuut qui s'avérera être utile pour l'effort de guerre américain.
Une patrouille danoise consistant en 15 soldats (Siriuspatruljen) fut également mise sur pied avec l'aide des États-Unis, dont le rôle était principalement la reconnaissance des côtes groenlandaises afin de prévenir une éventuelle invasion allemande de l'île. Plusieurs patrouilleurs américains furent également envoyés afin de surveiller la côte est du Groenland, bien que leurs tâches furent très limitées en raison de la calotte glaciaire groenlandaise et du mauvais temps.
Les Allemands établirent un certain nombre de stations météorologiques secrètes sur la côte est de l'île, fournissant des informations météo pour la campagne des U-Boots en Atlantique et afin de prédire la situation météo sur le théâtre européen. Quelques escarmouches y auront lieu entre les Alliés et les Allemands, aboutissant finalement à un retrait définitif allemand du Groenland.
Une première station est découverte en 1943 dans la baie de Hansa, sur l'île Sabine située au nord de l'île, par la Siriuspatruljen. Celle-ci est détruite immédiatement après par des bombardiers de l'USAAF décollant d'Islande. Par la suite, pendant l'été 1943 et les été et automne 1944, plusieurs autres stations météo allemandes en construction furent découvertes et détruites.
La dernière station météo allemande, Edelweiss II, fut capturée le 4 octobre 1944 lorsque les troupes américaines débarquent du briseur de glace USCGC Eastwind (WAGB-279) et font prisonniers les techniciens allemands (19 hommes). Le navire de transport allemand Externsteine, qui ré-approvisionnait la station, est également capturé et sera remis en service dans l'United States Coast Guard, rebaptisé Eastbreeze.
Après la guerre, la Siriuspatruljen restera en service dans l'armée danoise en tant qu'unité d'élite, renommée Slædepatruljen Sirius.

## Planification de l'invasion de la Normandie
Les Alliés utilisèrent les données météo collectées au Groenland afin de planifier l'opération Overlord qui aura lieu le 6 juin 1944.

## Conséquences
Après les difficultés du gouvernement danois à gouverner effectivement l'île durant la guerre et le succès de quelques produits d'exportation, les Groenlandais en vinrent à demander un statut leur donnant plus d'autonomie. Ces requêtes furent appuyées par les États-Unis et le Canada ; le Groenland obtient son autonomie en 1979, renforcée en 2009.